# Lörrach Hauptbahnhof
Lörrach Hauptbahnhof vasútállomás Németországban, Lörrach városában.

## Vasútvonalak
Az állomást az alábbi vasútvonalak érintik:
- Wiesentalbahn

## Kapcsolódó állomások
A vasútállomáshoz az alábbi állomások vannak a legközelebb:
- Lörrach-Museum/Burghof (Basel Hauptbahnhof, Wiesentalbahn, S6)
- Lörrach-Schwarzwaldstraße (Zell (Wiesental) station, Wiesentalbahn, S6)
- Lörrach-Schwarzwaldstraße (Steinen station, S5)
- Lörrach-Museum/Burghof (Weil am Rhein station, S5)

## Forgalom

### Távolsági
| Járat     | Útvonal                                                              |                                             |
| --------- | -------------------------------------------------------------------- | ------------------------------------------- |
| FlixNight | Hamburg-Altona – Hamburg Hbf – Hannover Hbf – Freiburg Hbf – Lörrach | Egy Flixtrain-vonatpár szomaton és vasárnap |

### Regionális
| Járat | Útvonal |
| ----- | --- |
| S1    | Weil am Rhein – Lörrach-Stetten – Lörrach Hbf – Steinen (– Schopfheim – Zell (Wiesental))                   |
| S6    | Basel SBB – Basel Bad Bf – Riehen – Lörrach-Stetten – Lörrach Hbf – Steinen – Schopfheim – Zell (Wiesental) |

## Képek

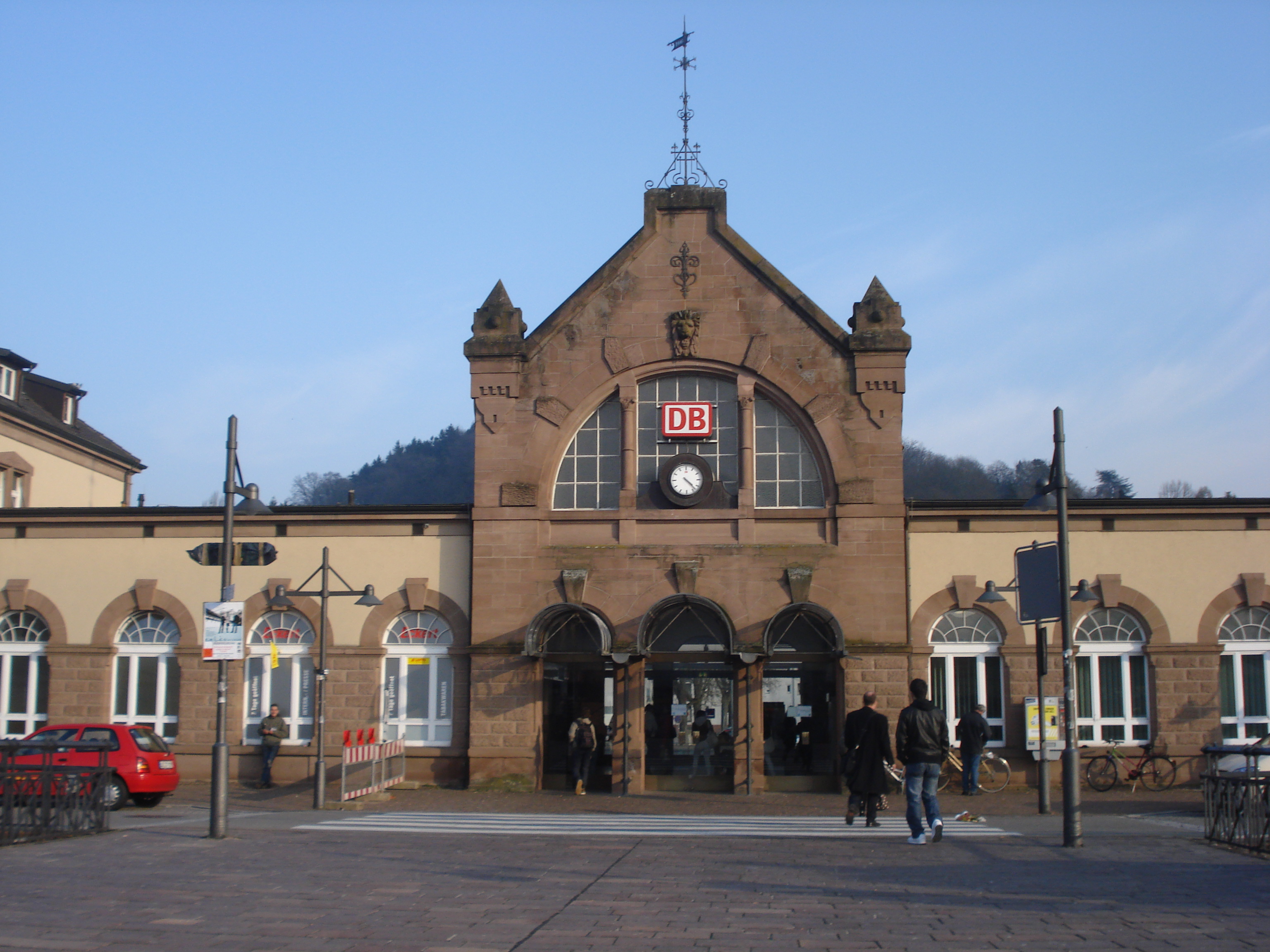
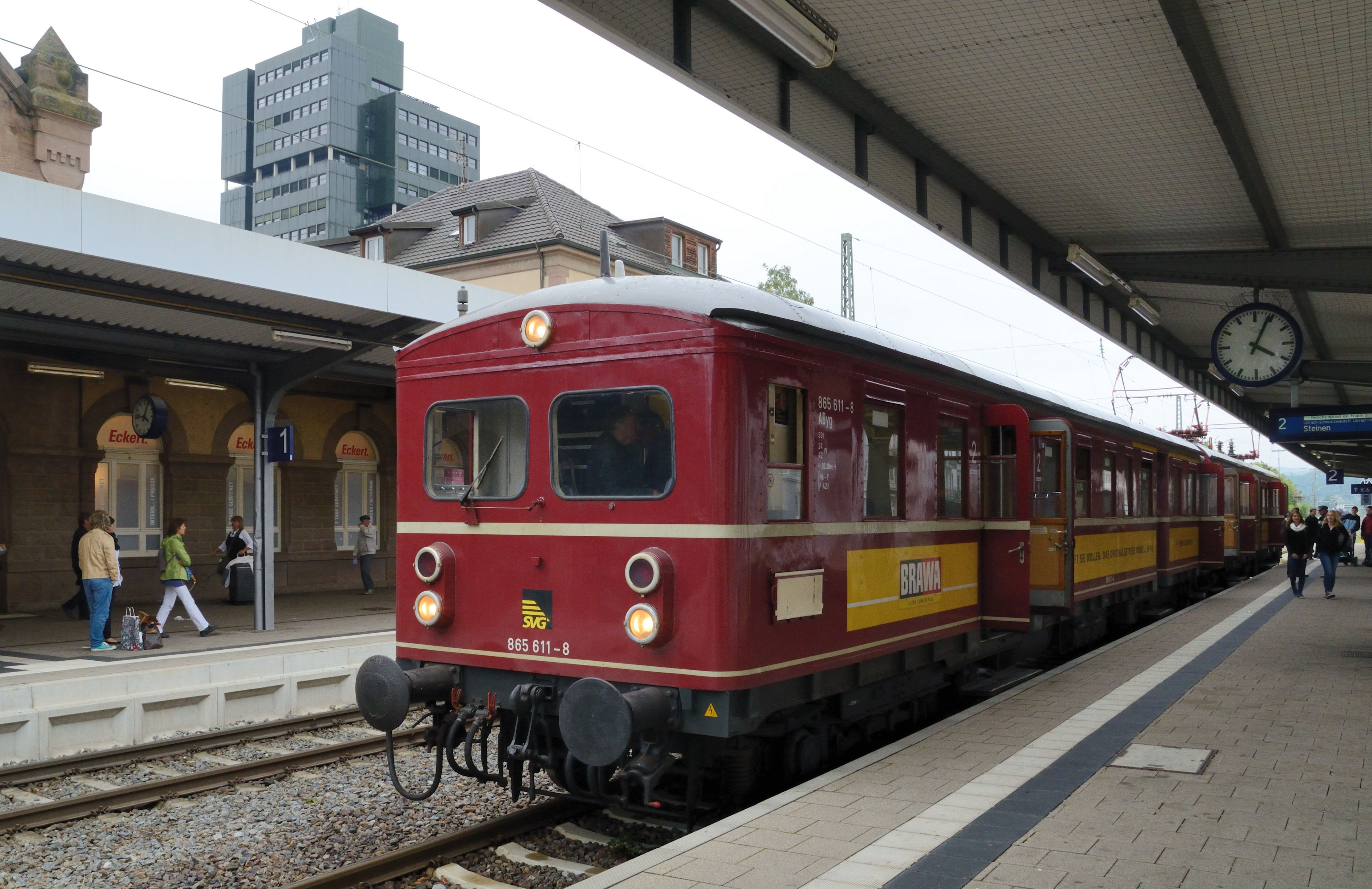
DR ET 65 sorozatú motorvonat az állomáson
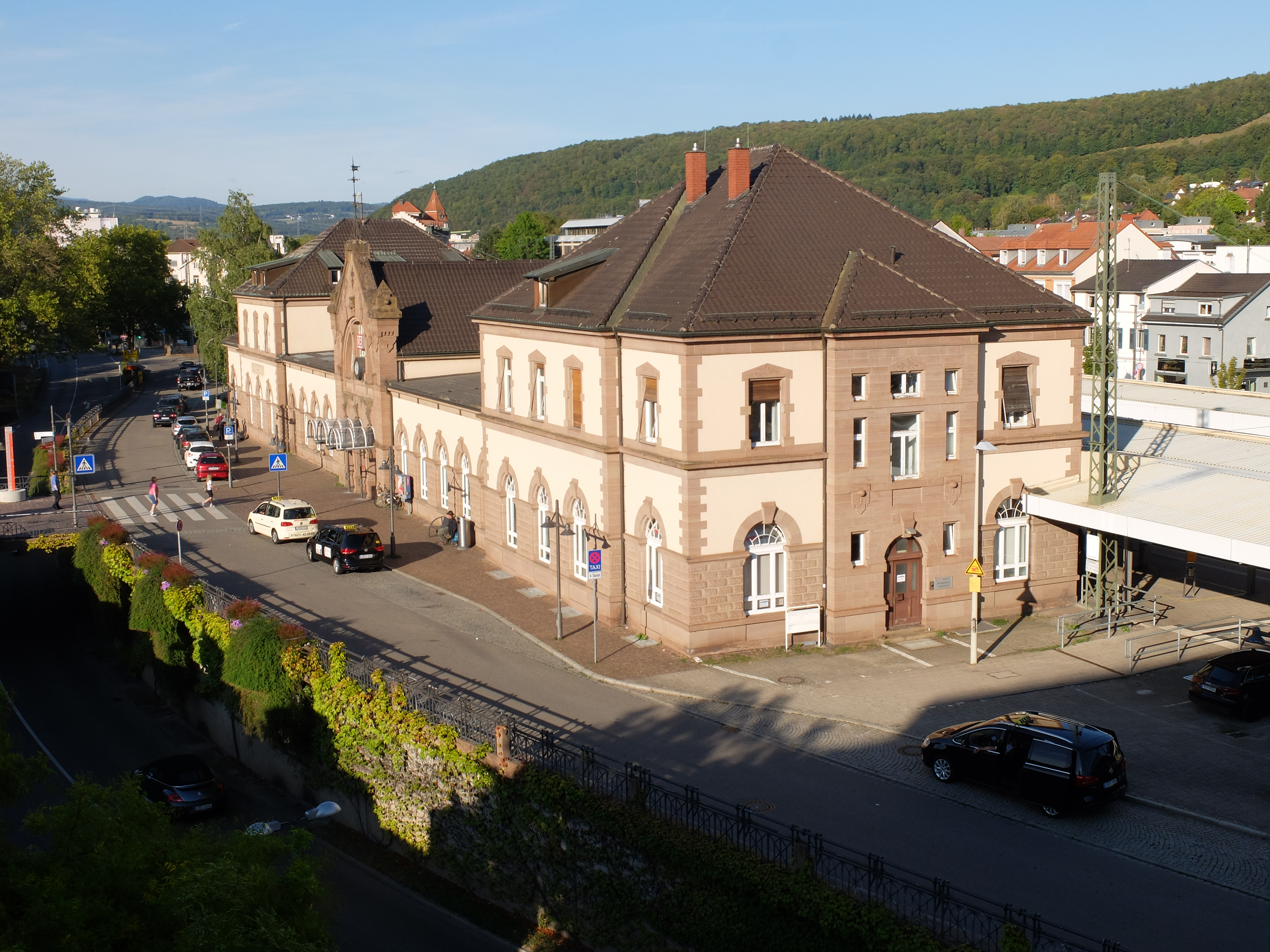
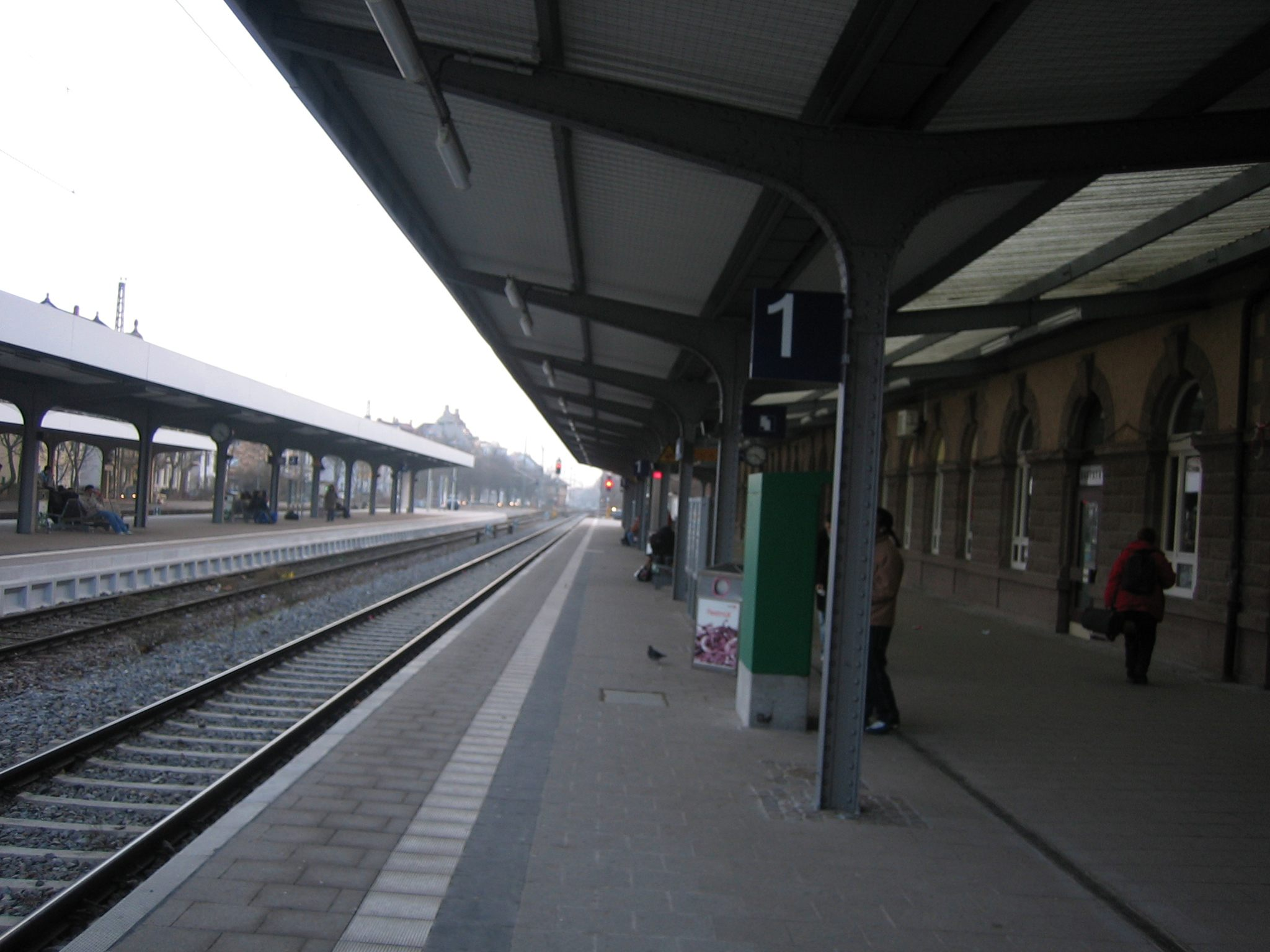
A peronok
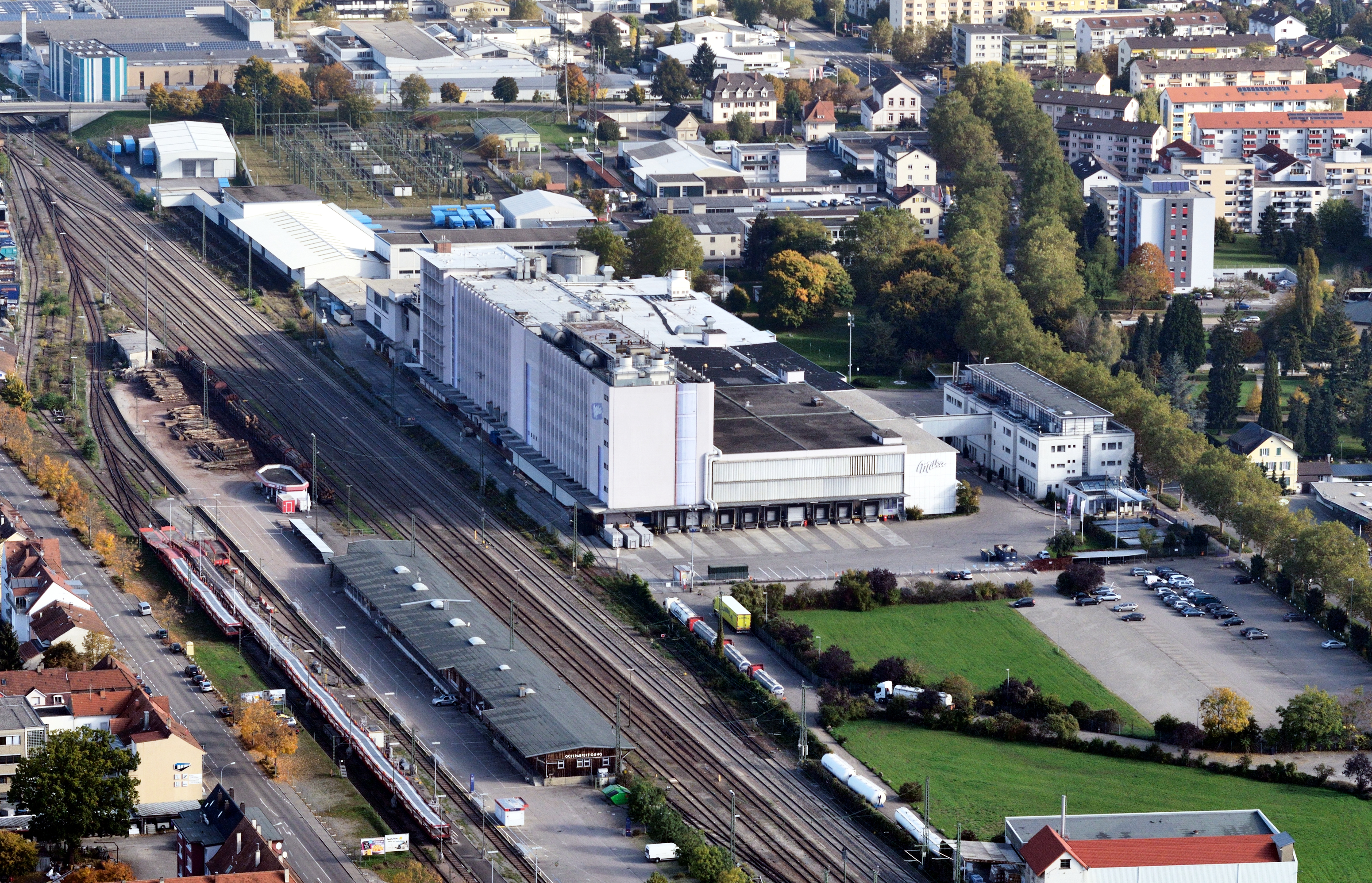
Légifotó az állomásról